# 沈阳市满族联谊会
沈阳市满族联谊会（Shenyang Manchu Federation，缩写：SYMZF）于1981年在沈阳成立，是一个有着政府背景的文化组织。协会宗旨是开展以促进民族团结进步，实现共同繁荣发展为宗旨的联谊活动。为贯彻中国共产党的民族政策，巩固和发展平等、团结、互助、和谐的社会主义民族关系，促进沈阳市各项事业和谐稳定发展做出应有贡献。

## 简介
沈阳市满族联谊会是在辽宁省、沈阳市各级领导的支持下，经热心民族工作的众多满族前辈的多方努力、经沈阳市民族事务委员会同意，于1988年1月成立的合法组织。联谊会先后在沈飞、黎明、辽大、东大、中科院沈阳计算所等26个企事业单位和大专院校建立了分会，共吸收会员四千多人。沈阳市满族联谊会的知名会员包括著名钢琴家郎朗、书法家启骧等。

## 历任理事会会长和秘书长
| 届数   | 理事会会长 | 备注                     | 秘书长       | 备注                             |
| ------ | ---------- | ------------------------ | ------------ | -------------------------------- |
| 第一届 | 荣恒山     | 原东北大学党委副书记     | 关志毅       | 原沈阳建筑工程学院副教授         |
| 第二届 | 荣恒山     |                          | 关志毅（兼） |                                  |
| 第三届 | 荣恒山     |                          | 关志毅（兼） |                                  |
| 第三届 | 赵志辉     | 原辽宁大学教授           | 金春润（代） |                                  |
| 第四届 | 关世珠     | 原沈阳市气象局局长       | 傅虹烈（兼） | 原沈阳市人大科教工委主任委员     |
| 第四届 | 关世珠     | 原沈阳市气象局局长       | 吴穷（兼）   | 原沈阳市民委经济处处长           |
| 第五届 | 梅冬       | 辽宁省监察厅副厅长       | 洪海波（兼） | 沈阳融汇丰通投资有限公司执行董事 |
| 第六届 | 肇乐群     | 沈阳市人大民侨外委副主任 | 洪海波（兼） |                                  |
| 第七届 | 肇乐群     |                          | 洪海波（兼） |                                  |